# Someșul Cald
El Someșul Cald (en hongarès: Meleg-Szamos; literalment "Somes càlid") és la capçalera esquerra del riu Someșul Mic, a Romania, que s'uneix al Someșul Rece al llac Gilău, un embassament a prop de la comuna homònima. En aquest riu es troben els embassaments de Mărișelu, Tarnița i Someșul Cald. La construcció de la central hidroelèctrica Tarnița – Lăpuștești al riu va començar el 15 de juny de 2008.

## Afluents
El riu té els afluents següents:
- A l'esquerra: Ponor, Pârâul Firei, Râșca i Agârbiciu.
- A la dreta: Bătrâna, Giurcuța, Beliș i Leșul.